# Paracyatholaimus duplicatus
Paracyatholaimus duplicatus is een rondwormensoort uit de familie van de Cyatholaimidae. De wetenschappelijke naam van de soort is voor het eerst geldig gepubliceerd in 1964 door Gerlach.